# Pierre Patout
Pierre Patout (* 23. April 1879 in Tonnerre; † 21. Mai 1965 in Rueil-Malmaison) war ein französischer Architekt, Innenarchitekt und Stadtplaner, dessen Arbeiten stilistisch dem Art déco und der gemäßigten Moderne zugerechnet werden.

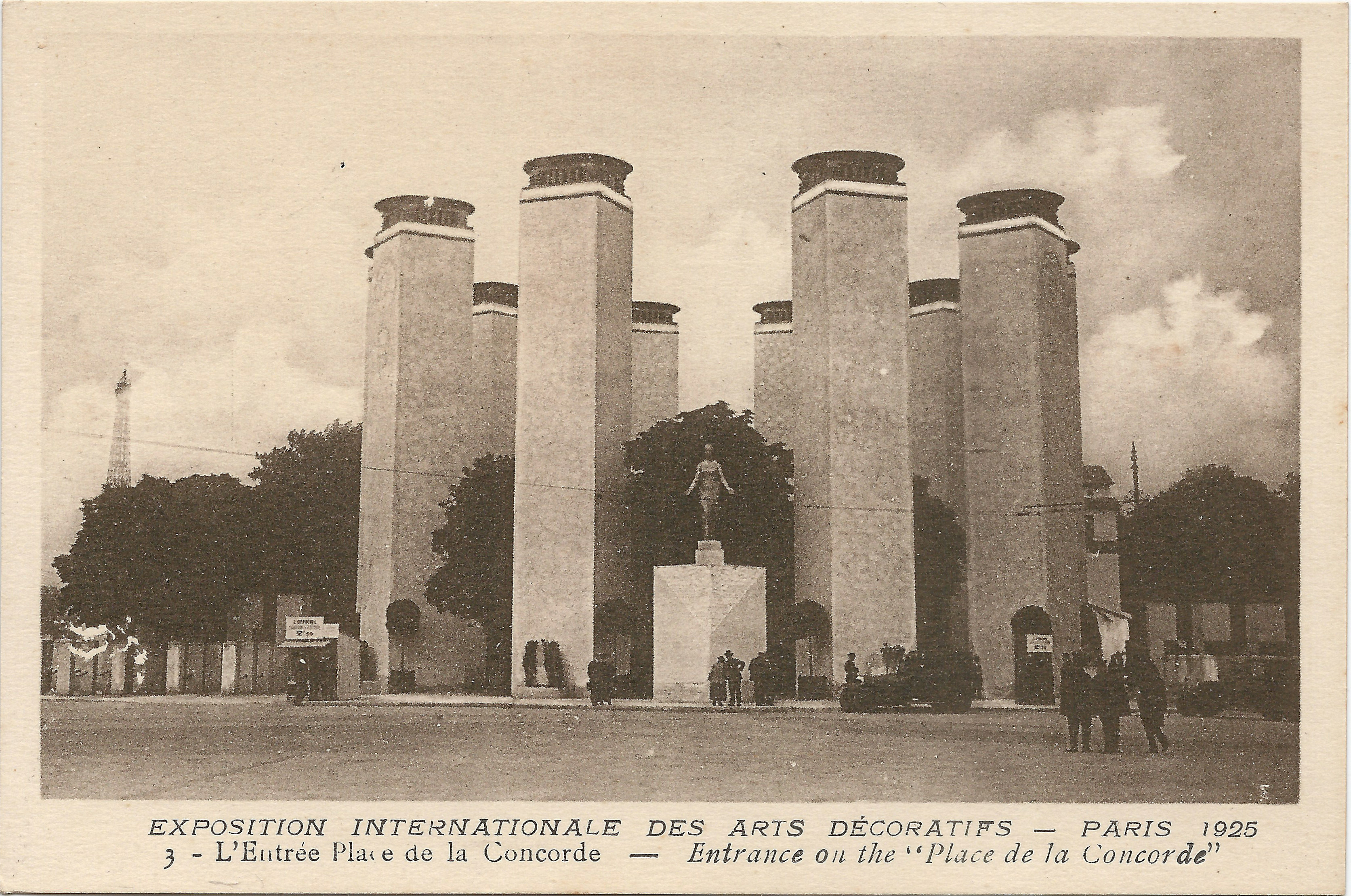
Tor zur Place de la Concorde auf der Weltausstellung 1925

Patout stattete gemeinsam mit Alfred Lombard drei Ozeandampfer der Compagnie Générale Transatlantique aus: 1925 die Île de France, 1931 die L’Atlantique und 1935 die viel bewunderte Normandie. Bekannt wurden auch sein „Pavillon d'un collectionneur“ auf der Exposition internationale des Arts Décoratifs et industriels modernes. Für die Weltausstellung 1939 in New York gestaltete Patout den französischen Pavillon. Nach 1945 war Patout Chefarchitekt des Wiederaufbaus der Stadt Tours und errichtete dort die Stadtbibliothek. Er war auch Chefarchitekt der Galeries Lafayette.